# DeLorean-tijdmachine
De DeLorean-tijdmachine is een fictieve tijdmachine die voorkomt in de filmtrilogie Back to the Future. De tijdmachine is ingebouwd in een reguliere DeLorean DMC-12.

## Opbouw

### Auto
Er werd voor gekozen om de tijdmachine in te bouwen in een DeLorean vanwege het futuristische uiterlijk van deze auto.
Doc liet in het jaar 2015 de DeLorean ombouwen om te kunnen vliegen, maar deze eigenschap ging verloren toen de DeLorean aan het eind van de tweede film werd getroffen door de bliksem, zeventig jaar in een grot stond en door de Doc uit 1955 werd gerepareerd.
Indien de auto een tijdreis maakt, verdwijnt hij na de juiste snelheid te hebben bereikt in een explosie, waarna enkel twee brandende sporen op de plekken van de wielen overblijven. Van binnenin de auto ziet men enkel een flits. Na aankomst in een andere tijd is de auto enorm koud, en vormt zich een laagje ijs op de buitenkant.

### Flux capacitor
Het onderdeel dat tijdreizen mogelijk maakt is de door Doc uitgevonden 'flux capacitor' (in bepaalde ondertitelversies vertaald naar 'fluxcondensator'). Deze flux capacitor bestaat uit drie neonbuizen in de vorm van een Y. Hoe de flux capacitor precies werkt wordt in geen van de films uitgelegd, hoewel Doc wel onthult dat het roestvrijstalen lichaam van de DeLorean bijdraagt aan het functioneren van de flux capacitor. Doc kreeg het idee voor de flux capacitor oorspronkelijk in 1955, toen hij bij het ophangen van een klok viel en met zijn hoofd tegen de wastafel stootte.
Om de flux capacitor te laten werken moet aan twee voorwaarden worden voldaan. Allereerst heeft de flux capacitor veel energie nodig. In het script wordt deze hoeveelheid energie omschreven als 1,21 jigowatt, een verbastering van gigawatt. Het verkrijgen van die grote hoeveelheden energie is een probleem dat de gebeurtenissen in de trilogie in belangrijke mate stuurt. Vooral de eerste film draaide hierom. In de eerste film gebruikt Doc plutonium om de benodigde energie te verkrijgen. Aan het eind van de film gebruiken Marty en de Doc uit 1955 een blikseminslag voor de energie. In de andere twee films is de tijdmachine echter uitgerust met een futuristische reactor genaamd "Mr. Fusion", die de benodigde energie kan opwekken uit huishoudelijk afval. Doc liet deze inbouwen in het jaar 2015.
De tweede voorwaarde is dat het voertuig waar de flux capacitor zich in bevindt een snelheid moet hebben van 88 mijl per uur (142 km/u) alvorens de flux capacitor kan aanslaan. Naarmate het voertuig harder gaat rijden, gaat het licht van de flux capacitor steeds sneller knipperen totdat het licht continu brandt. het bereiken van deze snelheid was vooral in de derde film een belangrijk onderdeel van de plot.

### Tijdcircuit

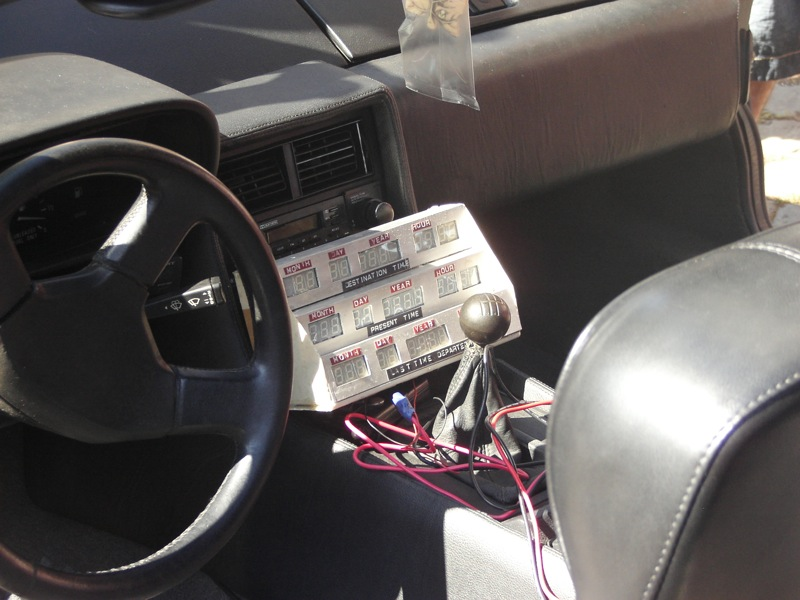
Het tijdcircuit

Dit is het schakelbord waarmee het tijdreizen wordt gestuurd. Op het bord staan drie data aangegeven: de huidige datum, de datum van waar het laatst een tijdreis is gemaakt, en de datum waar de volgende tijdreis naartoe moet gaan.

### Mr. Fusion
Mr. Fusion is een draagbare reactor die mogelijk werkt op koude fusie. Deze reactor is in het jaar 2015 overal te krijgen, en kan energie opwekken uit huishoudelijk afval. Doc kocht er in 2015 een voor de DeLorean om het probleem met het opwekken van de energie voor een tijdreis op te lossen. De machine is duidelijk een parodie op de Mr. Coffee-machines.

## Werking
Om een tijdreis te maken moet men op het tijdcircuit de gewenste datum invoeren en vervolgens met de tijdmachine een snelheid bereiken van 88 mijl per uur. Naarmate de snelheid dichter bij dit punt komt, begint de auto blauw te gloeien en wordt omringd door vonken. Wanneer de gewenste snelheid is bereikt, verdwijnt de auto in een lichtflits die gepaard gaat met een explosie. Enkel twee brandende sporen op de plek van de wielen blijven achter. Mensen in de auto zien enkel even een flits, waarna de auto direct in de gewenste tijd is.
Bij het tijdreizen kan de datum van aankomst worden ingesteld tot aan de minuut. De locatie is gedurende de film echter niet in te stellen; de auto verschijnt altijd weer op dezelfde geografische locatie waar hij verdween, maar op de nieuwe datum. In de animatieserie heeft Doc dit probleem verholpen, en is het ook mogelijk een aankomstlocatie in te stellen.
De tijdreis koelt de auto van buiten enorm af, waardoor er zich een laagje ijs op vormt.

## Brandstof
De DeLorean gebruikt twee vormen van brandstof.
De flux capacitor en het tijdcircuit zijn elektrisch. De elektriciteit hiervoor wordt opgewekt met een nucleaire reactie van plutonium, dat Doc heeft gestolen van een groep Libiërs, of met Mr. Fusion. die werkt op afval. De motor van de auto loopt echter nog gewoon op benzine.

## Ontwikkeling
De tijdmachine was niet altijd een DeLorean. Toen de eerste film nog in productie was, was het oorspronkelijke plan om de tijdmachine een soort laserapparaat in een woonkamer te laten zijn. Aan het eind van de film zou dit apparaat worden verbonden met een koelkast en meegenomen naar een nucleaire testplaats om de energie voor de terugreis te verkrijgen. Dit idee werd geschrapt, mede omdat regisseur Robert Zemeckis bang was dat kinderen zouden proberen de scène na te spelen door in een koelkast te klimmen, en dan mogelijk opgesloten konden raken. Zemeckis wilde bovendien de tijdmachine in een voertuig bouwen daar hij het logischer vond dat een tijdmachine mobiel moest zijn.
Andrew Probert was een van de eerste ontwerpers die werd gevraagd een DeLorean tijdmachine te ontwikkelen. Zijn versie leek al sterk op de uiteindelijke versie, maar de producers vonden deze versie “te perfect”. De machine moest wat ruwer worden ontworpen om meer de indruk te wekken dat Doc hem in zijn garage had gebouwd. Ron Cobb nam daarom de taak op zich. Hij bracht wat veranderingen aan in Proberts ontwerp.